# 勒杜-羅蘭站
勒杜-羅蘭站（法語：Ledru-Rollin）是巴黎地鐵的一個車站，站名來自於勒杜-羅蘭大街。勒杜-羅蘭是19世紀時期的一位律師。勒杜-羅蘭站是巴黎地鐵8號線的車站，開通於1931年5月5日，是巴黎地鐵8號線延長工程的一部分。

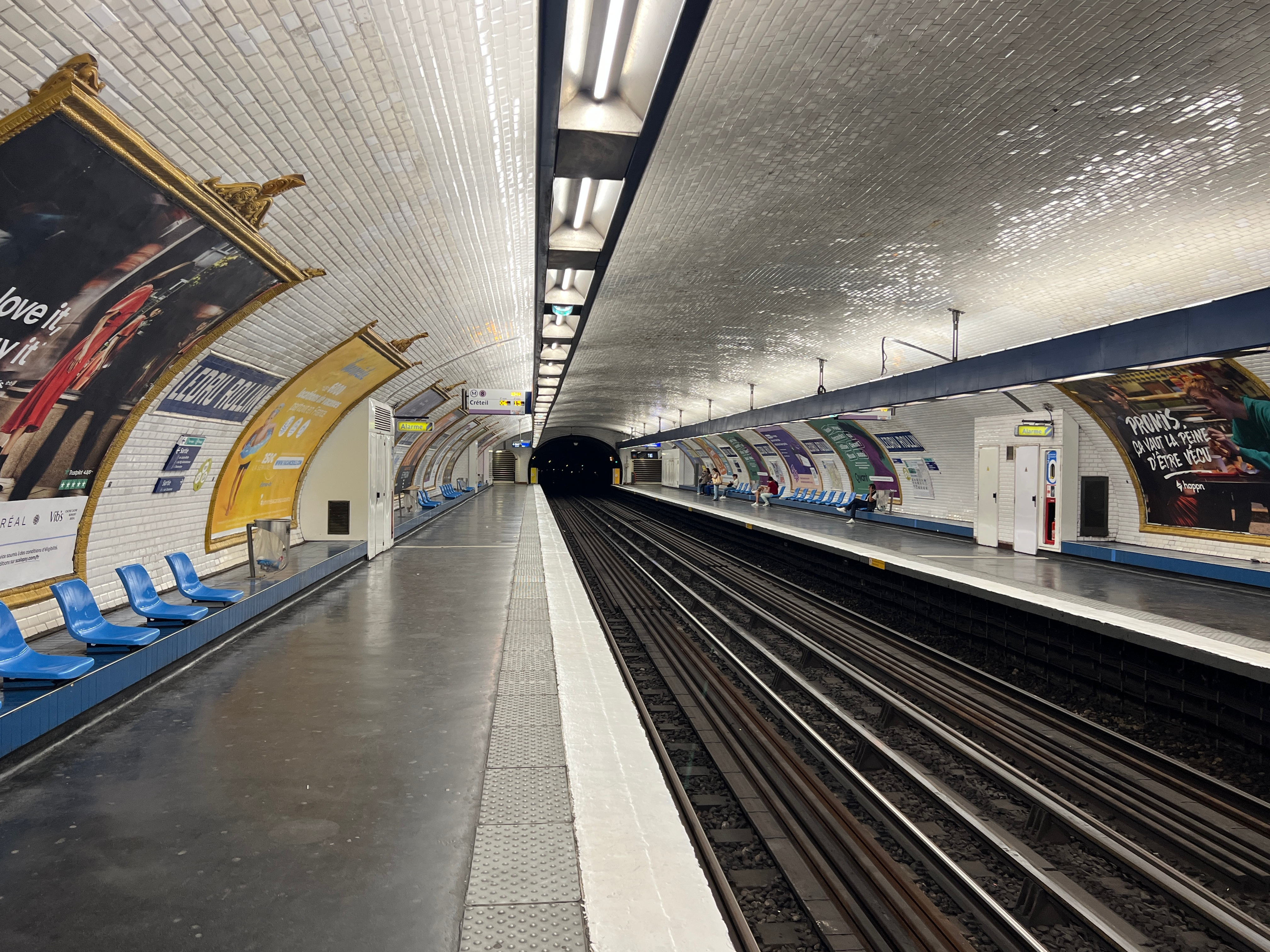
月台（2022年7月）

## 車站結構
| 街道層 |                    |                           |
| B1     | 月台連接夾層       |                           |
| 月台層 | 側式月台，右側開門 | 側式月台，右側開門        |
| 月台層 | 往巴拉             | 往巴拉（巴士底）          |
| 月台層 | 往湖之角           | 往湖之角（菲得比-沙利尼） |
| 月台層 | 側式月台，右側開門 |                           |